# Abdelkader Guerroudj
Abdelkader Guerroudj, dit Djilali Guerroudj, né le 26 juillet 1928 à Tlemcen (Algérie), mort le 7 novembre 2020,  est un militant communiste et anticolonialiste algérien, membre du FLN et moudjahid de la guerre d'indépendance algérienne.

## Biographie
Instituteur de profession, Abdelkader Guerroudj rejoint très tôt le Parti communiste algérien (PCA). Il contribue notamment à mettre sur pied l’Organisation des groupes de paysans et des ouvriers agricoles du vignoble dans la région de Tlemcen, dans l’ouest algérien.
Son épouse Jacqueline Guerroudj et lui-même, repérés pour leurs activités militantes, sont expulsés d'Algérie en 1955 par l’administration coloniale. Rapidement de retour, ils s'établissent à Alger et s'engagent dans les Combattants de la libération. En tant que cadre politique du Parti communiste algérien, Abdelkader Guerroudj assure la liaison entre les Combattants de la libération et le Front de libération nationale (FLN),,.
En 1957, il est condamné à mort avec sa femme, Jacqueline Guerroudj, en tant que complices de Fernand Iveton. À l'issue d'une intense campagne d'opinion en France, menée par Simone de Beauvoir, qui fit de leur cas « l'affaire Guerroudj », aucun des deux n'est exécuté. Sa belle-fille Danièle Minne a été condamnée le 4 décembre 1957 à sept ans de prison, pour sa participation au soulèvement.

Une déclaration d'Abdelkader Guerroudj devant la cour est quelquefois citée pour montrer que certains des partisans d'une Algérie indépendante n'en espéraient pas moins qu'elle entretiendrait des relations étroites avec la France : 

« On ne peut pas forcer les Algériens à se sentir français. Mais si l'Algérie ne veut pas, ne peut pas être française, est-ce à dire que cette indépendance doive se faire contre la France ? Non ! Et ne serait-ce que pour des commodités de langue, je suis sûr que lorsque nous aurons besoin de matériel, de techniciens, d'ingénieurs, de médecins, de professeurs pour construire notre pays, c'est à la France que nous nous adresserons d'abord. Je crois que ce serait là l'intérêt véritable de nos deux pays. L'intérêt de la France n'est pas d'avoir ici des valets prêts à tout moment à passer au service d'un maître plus puissant, mais des amis ayant librement consenti cette amitié. »